# Overstroming van de Tarn (1930)

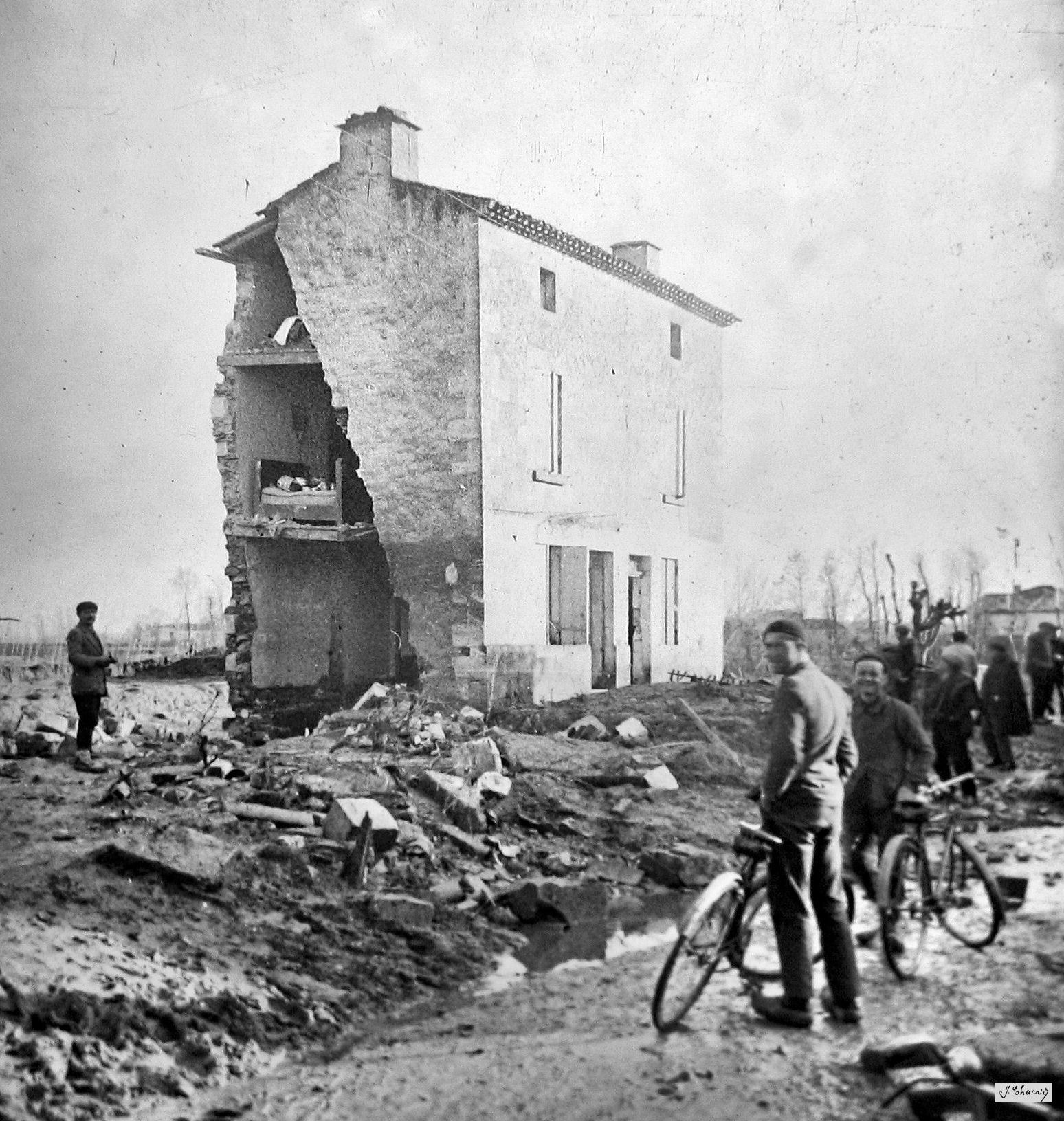
Een vernield huis in Couthures-sur-Garonne

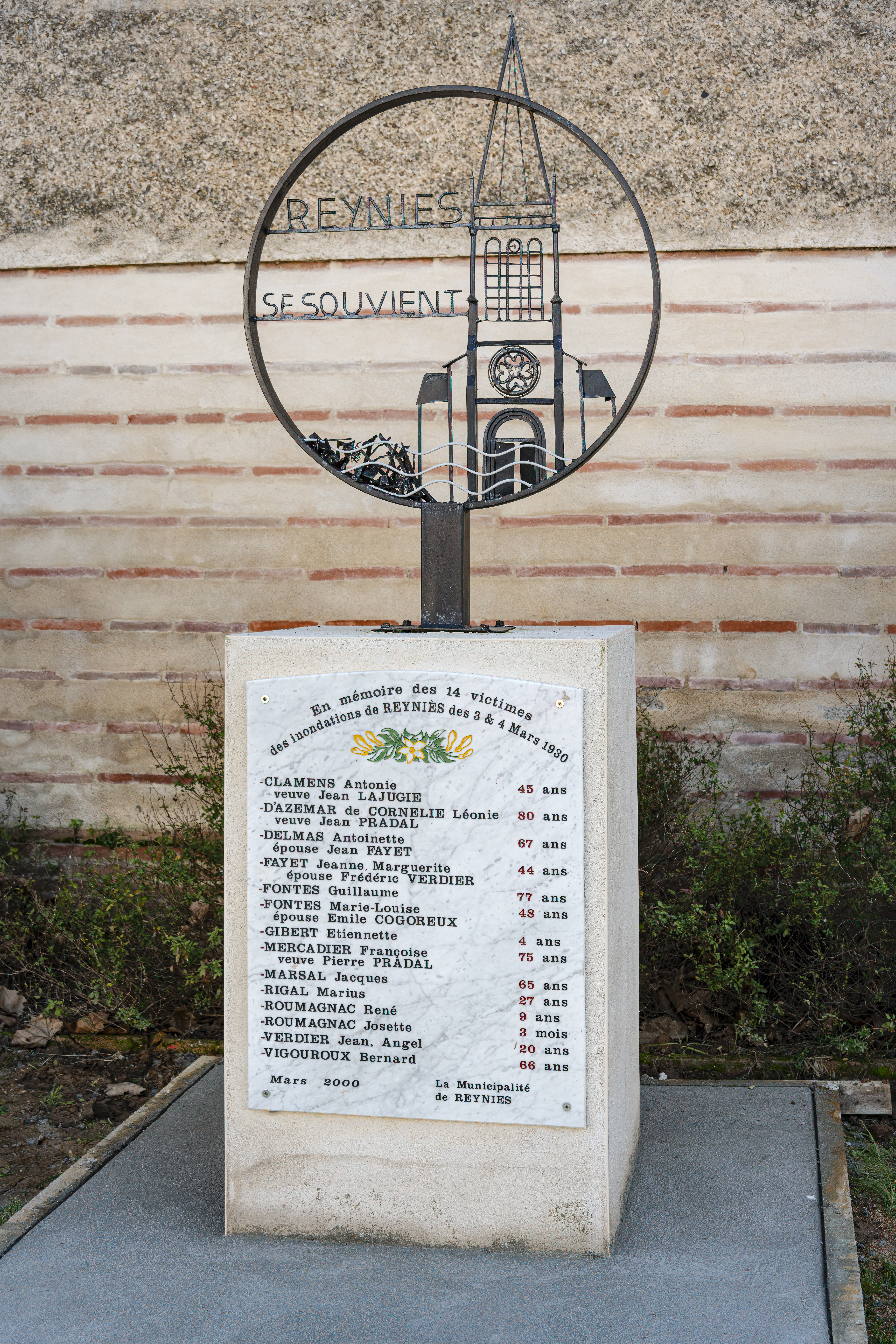
Monument voor de doden van de overstroming in Reyniès

Tussen 1 en 4 maart 1930 overstroomde de Tarn in het zuidwesten van Frankrijk. Duizenden huizen werden vernield en honderden mensen kwamen om. De zwaarst getroffen stad was Moissac in het departement Tarn-et-Garonne.

## Overstroming
De overstroming werd veroorzaakt door een combinatie van smeltende sneeuw en zware regenval. Het regende bijna continu tussen 28 februari en 3 maart.
De Tarn bereikte een uitzonderlijk hoog peil, vooral stroomafwaarts van de samenloop met de Agout. Het hoogste peil werd bereikt in de nacht van 3 op 4 maart. Ook andere rivieren traden buiten hun oevers: de Garonne, de Agout en de Aveyron en in mindere mate de Thoré en de Arnette. De getroffen departementen waren Tarn-et-Garonne, Aude, Lot-et-Garonne en Tarn.

## Schade
Tussen 230 en 700 mensen verloren het leven. De materiële schade was erg groot. Veel huizen en boerderijen in de regio waren gebouwd met ongebakken kleisteen, wat ze kwetsbaar maakte voor instorting. Duizenden huizen en tientallen bruggen werden vernield en ook kilometers aan wegen en spoorwegen werden weggespoeld of raakten beschadigd. In het bekken van de Tarn waren dit 3000 huizen en 9 bruggen. Ook was er zware schade voor de landbouw. Zwaar getroffen gemeenten waren Agen op de Garonne en Reyniès, Montauban en vooral Moissac op de Tarn. Daar overstroomden hele wijken aan de Tarn nadat een dijk en een spoorwegberm het begaven en veel huizen werden meegesleurd door het water. In Moissac stierven 131 mensen. In Reyniès stonden enkel de kerk en het gemeentehuis nog overeind na de vloedgolf en vielen er 14 doden. In Montauban werden 1092 huizen vernield in de wijken Sapiac en Villebourbon. Daar verloren 29 mensen het leven.

## Reacties
President Gaston Doumergue en premier André Tardieu bezochten de plaats van de ramp. 9 maart 1930 werd in Frankrijk uitgeroepen tot een dag van nationale rouw.
De Franse regering voorzag een hulpprogramma voor de wederopbouw van de getroffen regio en in Frankrijk werden allerlei hulpacties georganiseerd. Ook uit het buitenland (Nederland, Joegoslavië, Marokko) kwam hulp. Paus Pius XI stuurde een cheque naar de bisschop van Montauban bestemd voor de slachtoffers.
Naar aanleiding van deze ramp werden in Frankrijk voor het eerst overstromingsgebieden in kaart gebracht.